# 查尔斯·约翰逊船长
查尔斯·约翰逊船长是1724年出版的海盗通史一書的作者，其身份仍然是个谜。迄今没有任何資料显示有船长叫過这个名字，查尔斯·约翰逊船长一般被认为是伦敦一位作家兼出版商的筆名。一些学者认为作者实际上是丹尼尔·笛福，但这存在争议。